# Une belle garce (film, 1948)
Pour les articles homonymes, voir Une belle garce.
Pour plus de détails, voir Fiche technique et Distribution.
Une belle garce est un film français réalisé par Jacques Daroy, sorti en 1948.

## Synopsis
Rabbas et son jeune frère Léo dirigent ensemble, en bonne entente, un cirque itinérant. L'arrivée de la belle Raymonde va installer la discorde entre les frères. 

## Fiche technique
- Titre : Une belle garce
- Réalisation : Jacques Daroy
- Scénario : Charles Spaak, d'après le roman éponyme de Charles-Henry Hirsch paru en 1925
- Photographie : Marcel Lucien
- Décors : Claude Bouxin[1]
- Son : Robert Biard
- Montage : Jeanne Rongier et Jeannette Rossi
- Musique : Pierre Larrieu[2]
- Production : Alexis Plumet
- Sociétés de production : Les Cigales ; Gray-Film
- Pays d'origine :  France
- Format : Noir et blanc - 35 mm - 1,37:1
- Genre : comédie dramatique
- Durée : 88 minutes
- Date de sortie : 25 février 1948

## Distribution
- Ginette Leclerc : Raymonde
- Lucien Coëdel : Rabbas
- Marc Valbel : René
- Michel Barbey : Léo
- Annie Hémery : Madame Rabbas
- Jérôme Goulven : le capitaine
- Georges Paulais : Bianco
- Jean Lanier : le dompteur
- Janie Claire : Rose
- Pierre Clarel : Armand
- Max Amyl
- Line Renaud
- Louis Chaix
- Franck Estange